# Богомила
Богоми́ла (мак. Богомила) — село у Північній Македонії, у складі общини Чашка Вардарського регіону. До 2004 року село було адміністративним центром общини Богомила.
Населення — 476 осіб (перепис 2002) в 198 господарствах.

## Уродженці
- Петар Попарсов (1868—1941) — болгарський революціонер, громадський діяч.